# Mademoiselle Guyot
Mademoiselle Guyot, geboren als Judith de Nevers (* um 1640 in Chalon-sur-Saône; † 30. Juli 1691 in Paris), war eine französische Schauspielerin.
Guyot debütierte im Jahr 1666, noch unter ihrem Mädchennamen, bei einer fahrenden Schauspieltruppe. Gegen 1671 kam eine andere Schauspieltruppe in die Stadt, zu dessen Ensemble der Komödiant Fiacre Casteja gehörte. Sie verliebte sich in ihn und schloss sich der neuen Schauspieltruppe an. Guyot wurde schwanger und 1672 gaben sich beide vor dem Generalvikar von Chalon das Eheversprechen.
Die Ehe hielt nicht und Guyot suchte sich ein anderes Engagement. In Turin lernte sie dann ihren Kollegen Guérin d’Estriché kennen, der ihr Liebhaber wurde. Die beiden gingen nach Paris, wo sie sich Molières Truppe am Théâtre du Marais anschlossen. Wie die meisten ihrer Kollegen suchten sie, nach Molières Tod, das Engagement am Théâtre Guénégaud. Die Liaison zu Guérin d’Estriché zerbrach jedoch, als er 1677 die Witwe Molières, Armande Béjart, heiratete, die an der gleichen Bühne spielte.
Als im Jahr 1680 die Comédie-Française gegründet wurde, bekam Guyot ein Festengagement und wurde Sociétaire de la Comédie-Française. Dort spielte sie, bis sie auf königliche Anweisung im Jahr 1684 entlassen wurde, da sie ein Pamphlet gegen ihren ehemaligen Geliebten verfasst hatte. Sie arbeitete aber weiter an der Comedie, als Eintrittskartenverkäuferin, wofür sie 3 Livre pro Tag bezahlt bekam. Schon im darauffolgenden Jahr, wurde ihr, aufgrund einer neuen Anweisung von Ludwig XIV., eine Pension von 1000 Livre gewährt.
Ihr Tod kam unerwartet. Reitend, auf einem Pferd, stieß Guyot gegen den Sturz eines Tores, wobei sie sich eine so schwere Verletzung zuzog, dass sie einige Tage später daran starb.
In ihrem Testament bedachte sie die Comédie-Française als Haupterben.

## Einzelnachweis
1. ↑  La fameuse comedienne, ou, Histoire de la Guerin, 1870, S. 26 (Digitalisat), abgerufen am 18. Februar 2021

| Personendaten    | Personendaten                   |
| ---------------- | ------------------------------- |
| NAME             | Guyot, Mademoiselle             |
| ALTERNATIVNAMEN  | Nevers, Judith de (Geburtsname) |
| KURZBESCHREIBUNG | französische Schauspielerin     |
| GEBURTSDATUM     | um 1640                         |
| GEBURTSORT       | Chalon-sur-Saône                |
| STERBEDATUM      | 30. Juli 1691                   |
| STERBEORT        | Paris                           |